# Bakri Hasan Salih
Bakri Hasan Salih (arab. بكري حسن صالح, ur. 1949 w Dongoli) – sudański generał i polityk, wiceprezydent Sudanu od 7 grudnia 2013 do 23 lutego 2019, premier Sudanu od 2 marca 2017 do 10 września 2018.

## Życiorys
Bakri Hasan Salih w 1973 roku ukończył Sudanese Military College w randze porucznika. W kolejnych latach uczestniczył w kursach i szkoleniach wojskowych w Egipcie, Iraku oraz Arabii Saudyjskiej. W latach 1985–1987 oraz 1988–1989 był dowódcą sił specjalnych sudańskiej armii. 
W czerwcu 1989 roku wziął udział w zamachu stanu, który obalił konstytucyjny porządek i wyniósł do władzy Umara al-Baszira. Wszedł w skład zawiązanej junty wojskowej w postaci Rewolucyjnej Rady Ocalenia Narodowego, w której pełnił funkcję wiceprzewodniczącego Komitetu Bezpieczeństwa i Obrony. 
Od 1990 do 1995 zajmował stanowisko szefa służb specjalnych, National Security Service oraz pełnił funkcję doradcy prezydenta al-Baszira ds. bezpieczeństwa. W latach 1995–1998 zajmował stanowisko ministra spraw wewnętrznych, następnie ministra ds. prezydenckich (1998–2000), ministra obrony (2000–2005) oraz ponownie stanowisko ministra ds. prezydenckich (2005–2013). 
7 grudnia 2013 został mianowany przez prezydenta al-Baszira na urząd wiceprezydenta Sudanu. Zmiana na tym stanowisku była związana z  antyrządowymi protestami, jakie w grudniu 2013 roku wybuchły w Sudanie z powodu wzrostu cen benzyny. 
1 marca 2017 prezydent al-Baszir powołał go na stanowisko premiera, które na mocy poprawki do konstytucji z grudnia 2016 roku zostało przywrócone po niemal 28 latach. Zgodnie ze zmianami w prawie, część uprawnień wykonawczych została oddelegowana do premiera, jednakże większość dalej pozostała w gestii prezydenta. Zmiany były wynikiem rocznego dialogu z opozycją, która domagała się ograniczenia uprawnień prezydenckich. 2 marca 2017 Bakri Hasan Salih został zaprzysiężony na stanowisku. 10 września 2018 odwołany ze stanowiska szefa rządu, zachował fotel wiceprezydenta.
23 lutego 2019 prezydent al-Baszir odwołał Saliha ze stanowiska wiceprezydenta. Tego samego dnia nowym wiceprezydentem został mianowany minister obrony, gen. Ahmad Awad ibn Auf. 